# 우리만의 미래
〈우리만의 미래〉(일본어: 僕らだけの未来 보쿠라다케노미라이[*])는 GARNET CROW의 15번째 싱글이다. 2004년 1월 14일 GIZA studio에서 발매되었다.
전곡의 작곡은 나카무라 유리, 작사는 아즈키 나나, 편곡은 후루이 히로히토(〈Float World〉의 편곡은 후루이 히로히토·Miguel sa Pessoa)가 맡았다.
세 번째 앨범〈Crystallize ~너라는 빛~〉에 커플링곡인〈Float World〉와 함께 수록될 예정이었던 곡을 급하게 다시 만들어 싱글로 발매하였다.

## 수록곡
1. 우리만의 미래
2. Float World
3. lose feeling
4. 우리만의 미래 (Instrumental)

## 차트 성적
- 최고순위 7위 (오리콘)